# Calospila pirene
Calospila pirene is een vlindersoort uit de familie van de prachtvlinders (Riodinidae), onderfamilie Riodininae.
Calospila pirene werd in 1903 beschreven door Godman.